# 慈樂邨

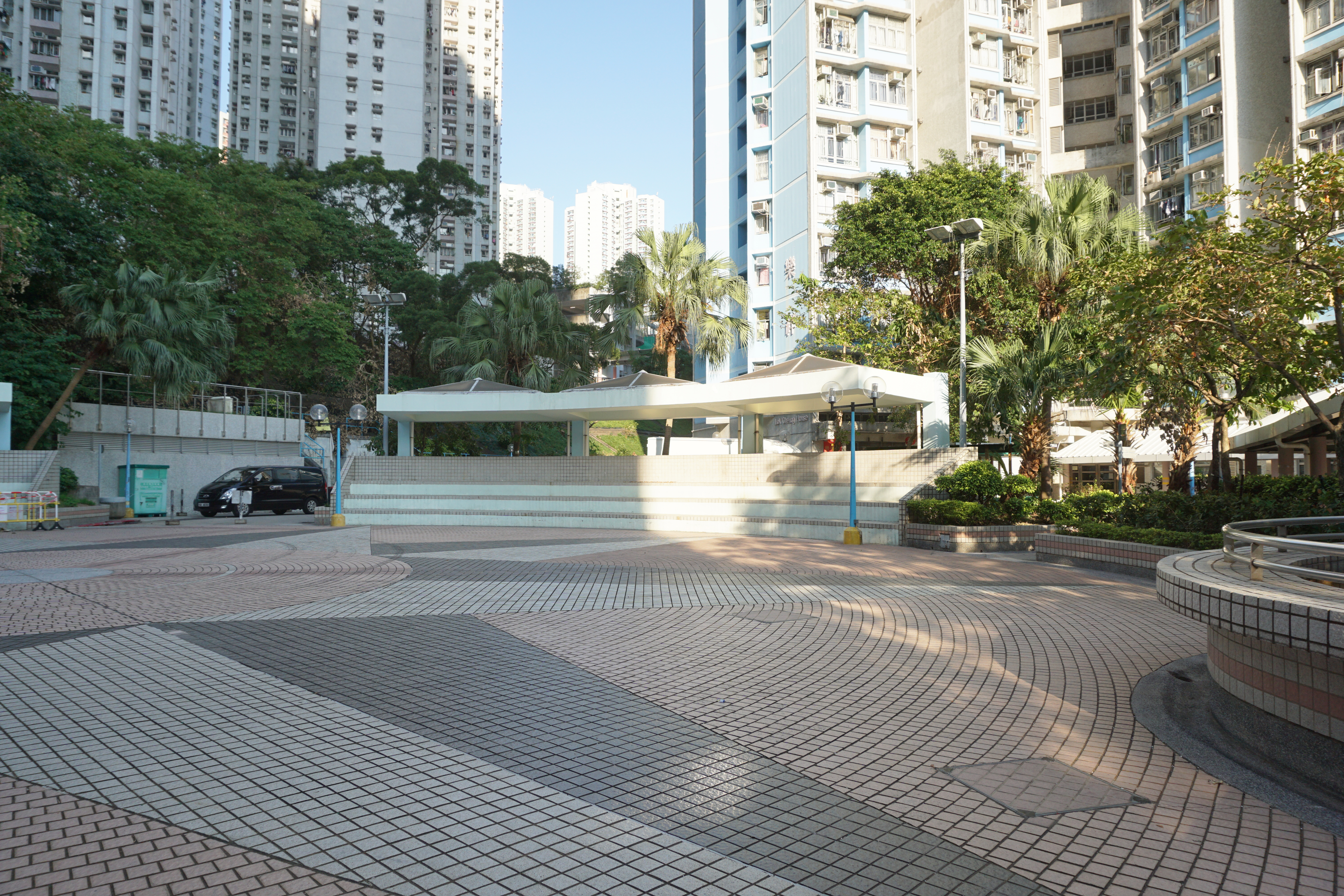
屋邨廣場

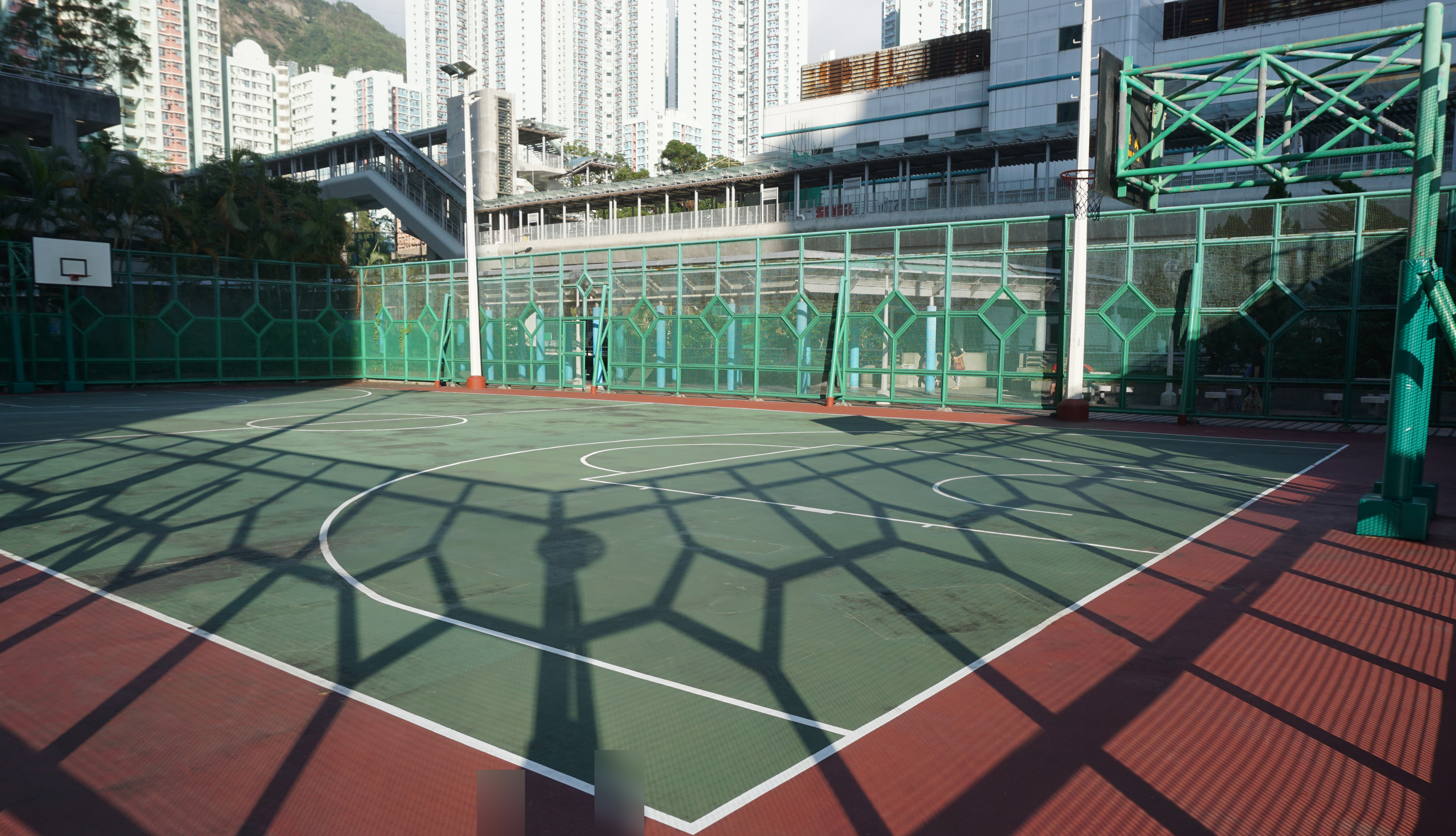
籃球場

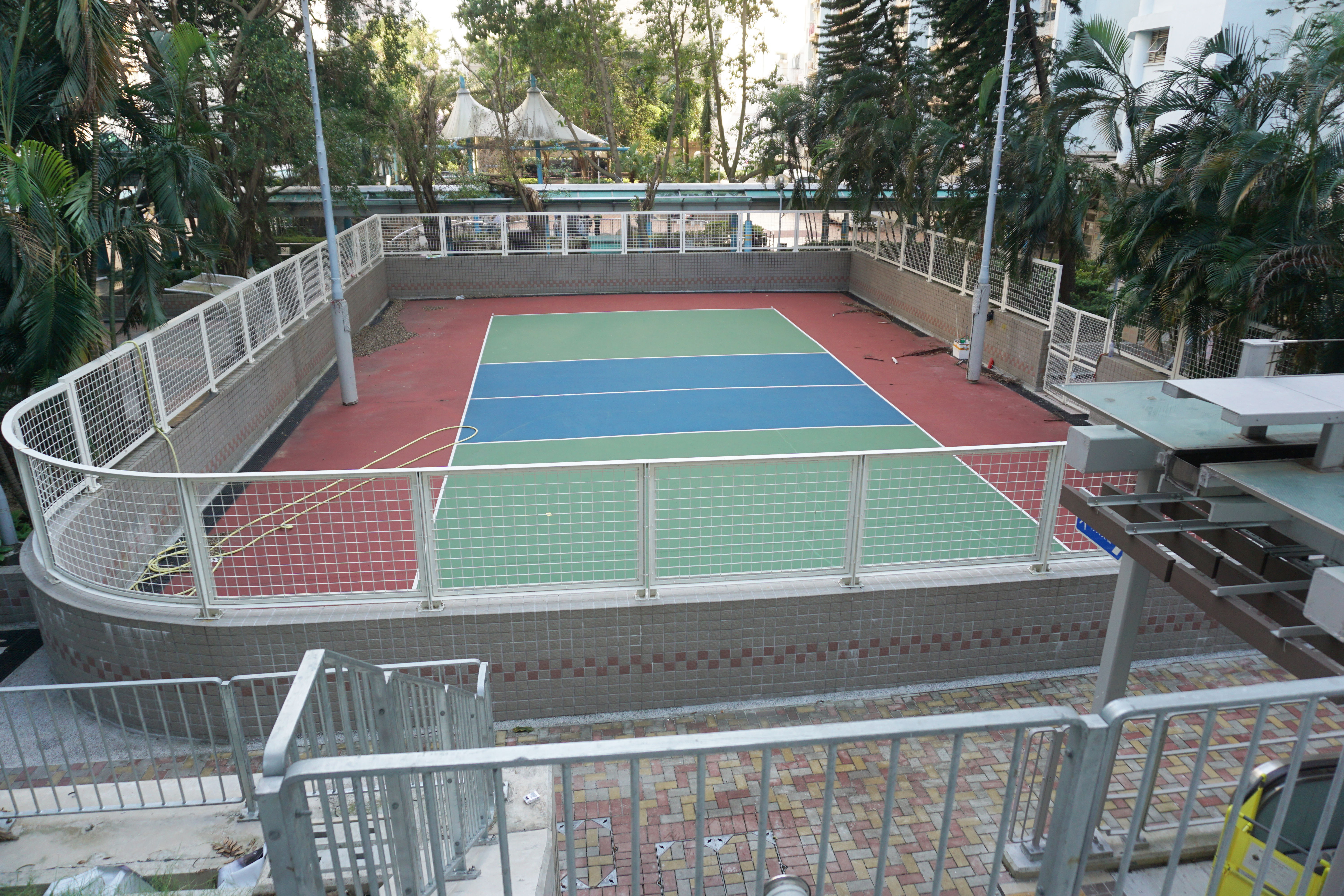
排球場

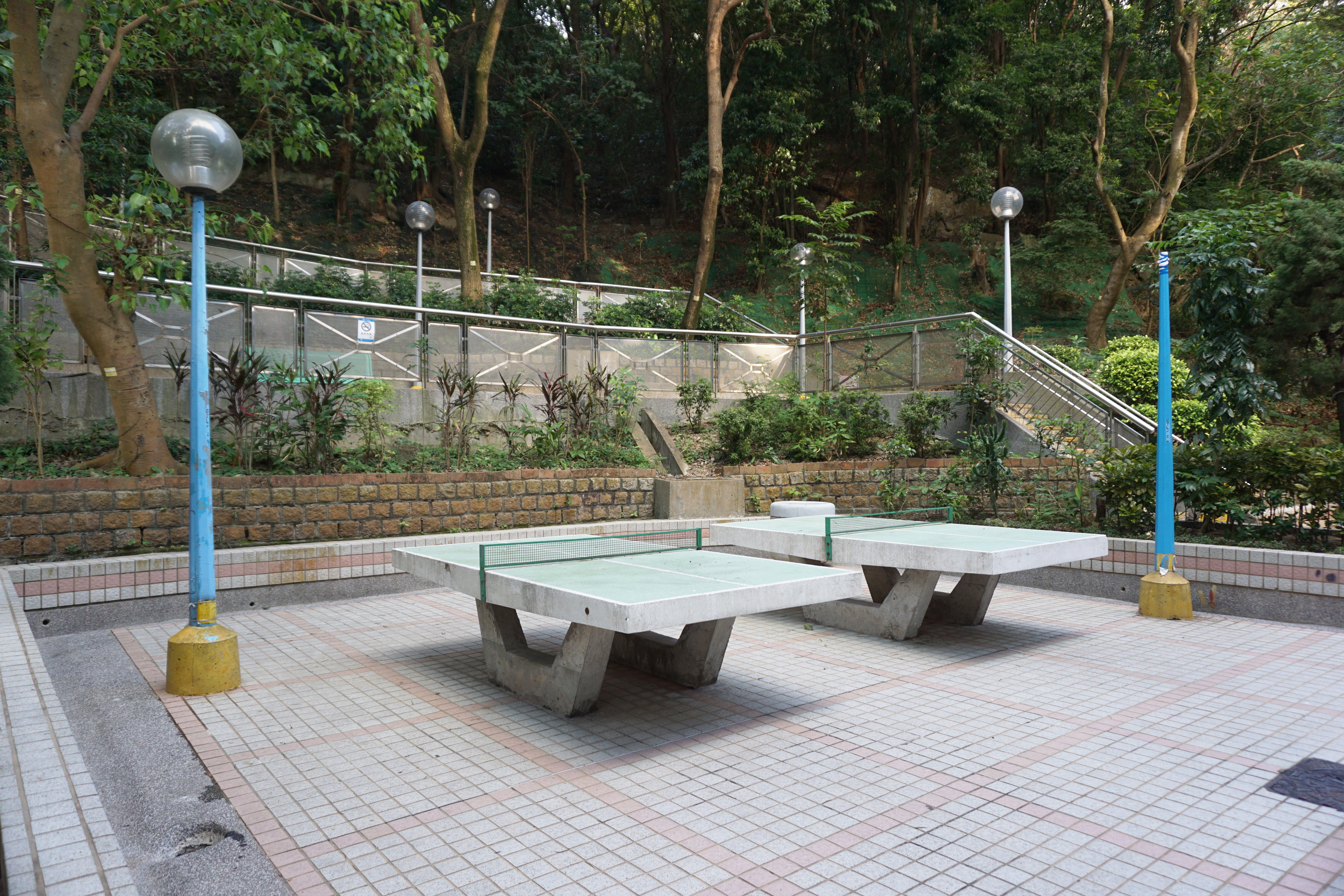
乒乓球桌

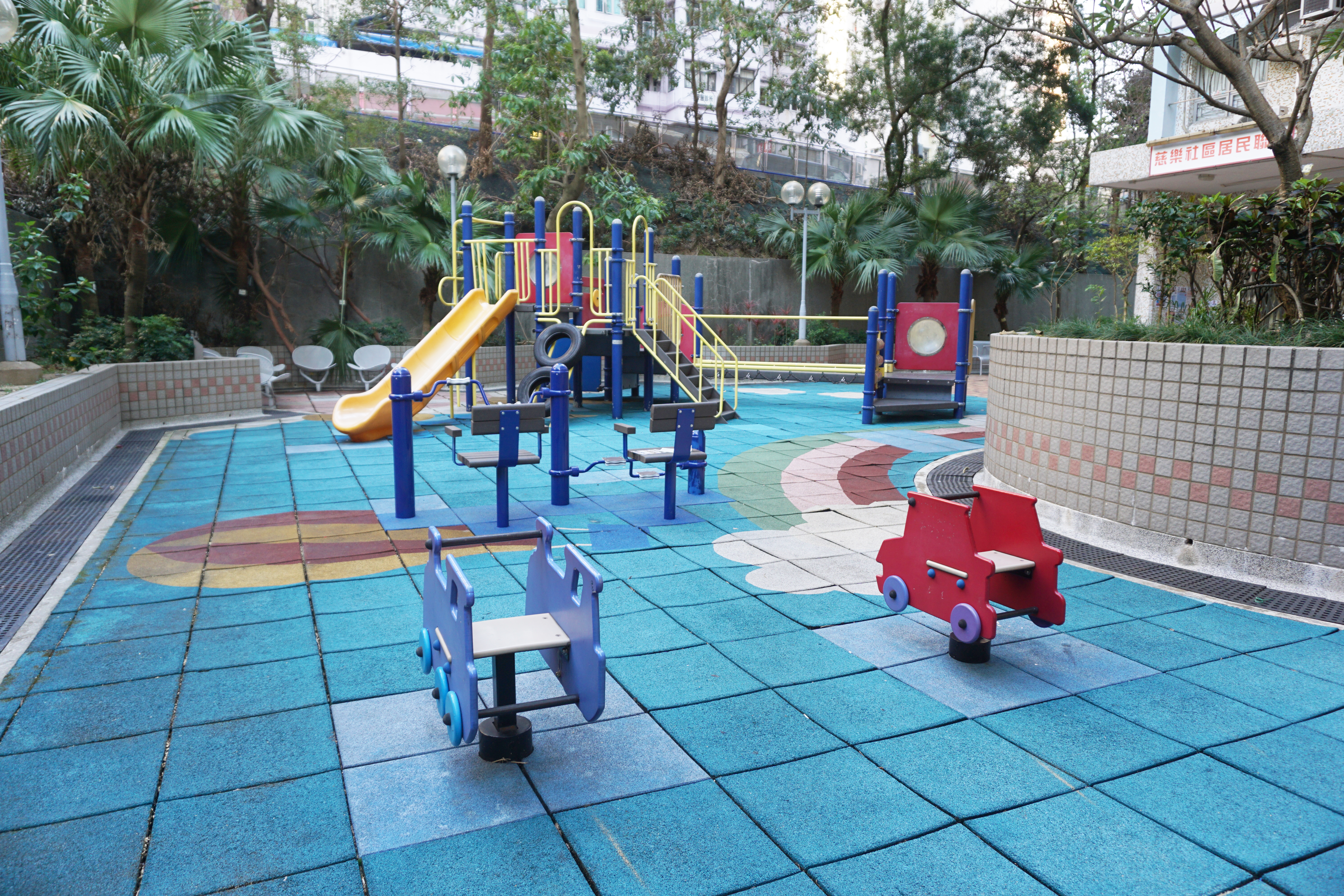
彈簧椅、健體區及兒童遊樂場

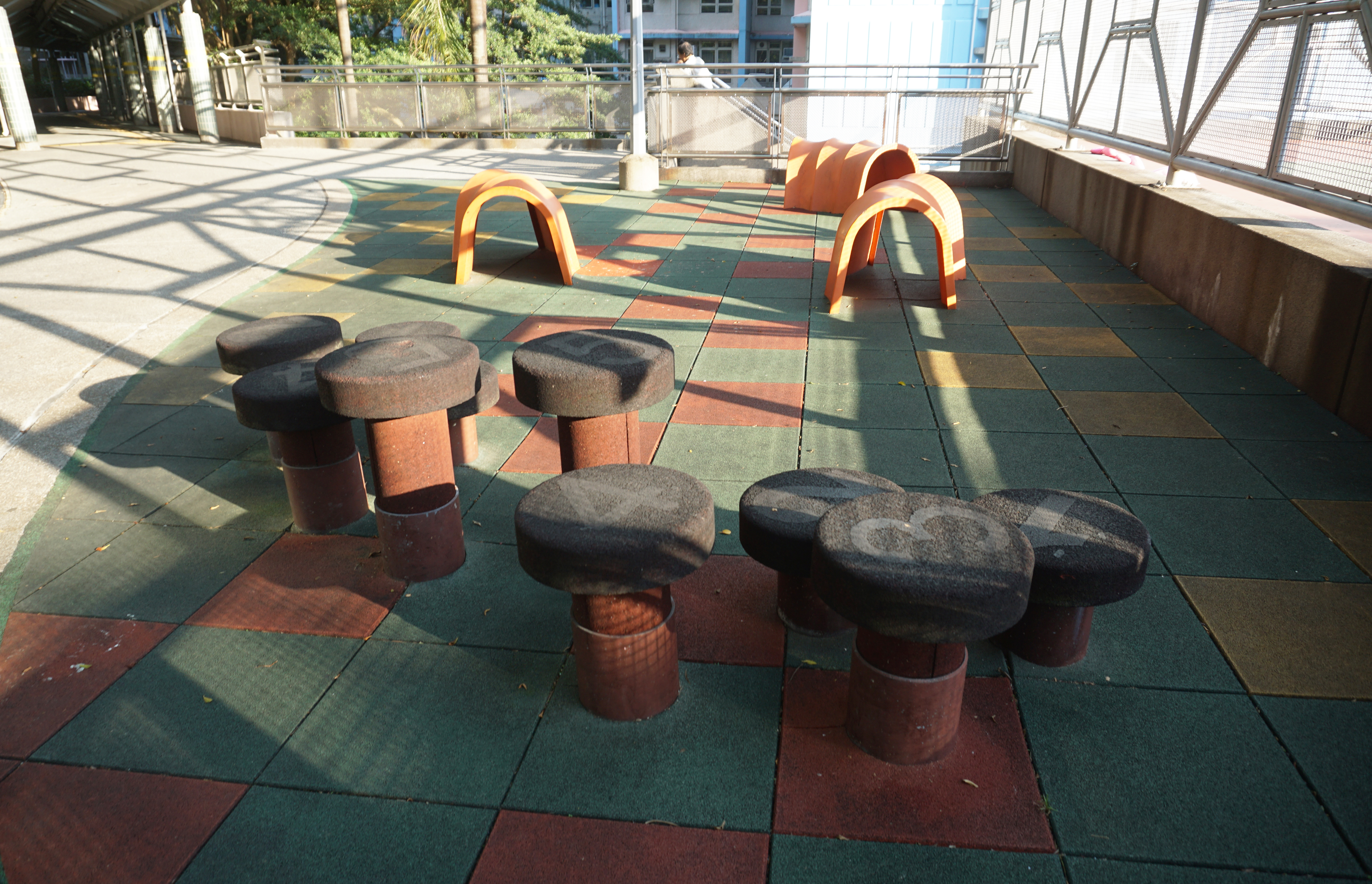
立體跳飛機

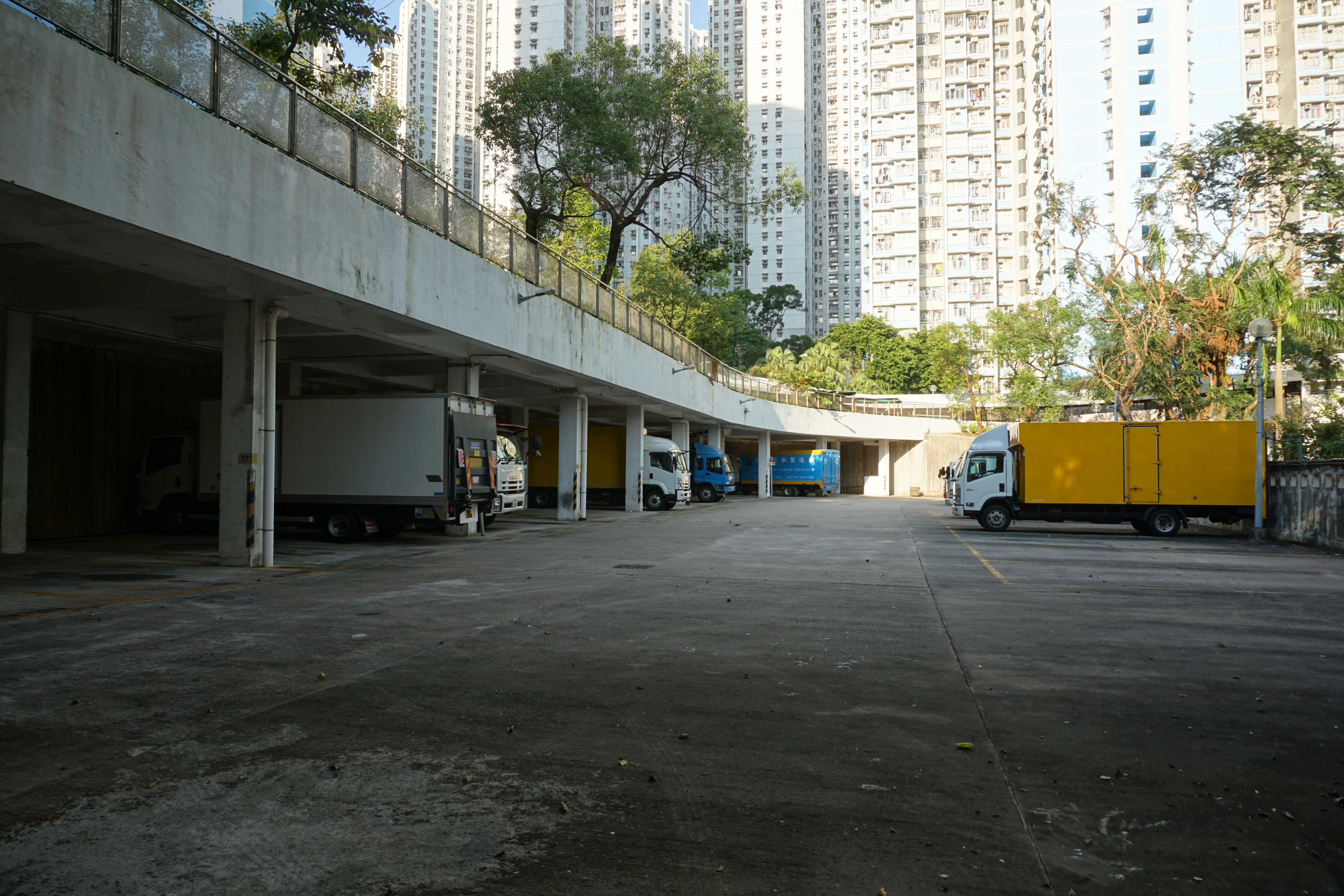
貨車停車場

慈樂邨（英語：Tsz Lok Estate）是香港房屋委員會在黃大仙區的公共屋邨之一，位於九龍黃大仙區的慈雲山上。由房屋署總建築師（2）設計，而樂歡樓則由胡周黃建築師事務所負責詳細設計，此邨現由領先管理有限公司負責。

## 簡介
慈樂邨以往屬於慈雲山邨的一部份，於1964-65年間落成，並於1965年8月12日由港督戴麟趾主禮揭幕落成儀式（而該啟用牌匾位於第15座地下，在拆卸重建時已一併拆卸、下落不明）。
在1980年代，由於慈雲山邨範圍較大，香港房屋委員會為了方便管理，把慈雲山邨分為5條邨（原先計劃分為6邨，當中4-16座為慈樂下邨，而17-30座為慈樂上邨，但最後改為不分上下邨），慈樂邨為其中之一。在1990年代初開始，慈樂邨分3期進行重建，到最後還加建了小型單位大廈樂歡樓，樂歡樓內設慈雲山社區會堂、黃大仙民政事務處慈雲山分處辦公室及老人院，而樂歡樓更是慈雲山重建計劃中最後一幢落成的樓宇，也標誌著整個宏大的慈雲山重建計劃圓滿結束。
重建後的慈樂邨，共有11幢樓宇，於1995年至2004年之間落成。值得一提的是，慈樂邨樂誠樓、樂信樓、樂仁樓及樂旺樓亦是黃大仙上邨第一及四期，慈民邨民俊樓，以及秀茂坪邨第八、九期重建受影響住戶的主要接收屋邨。

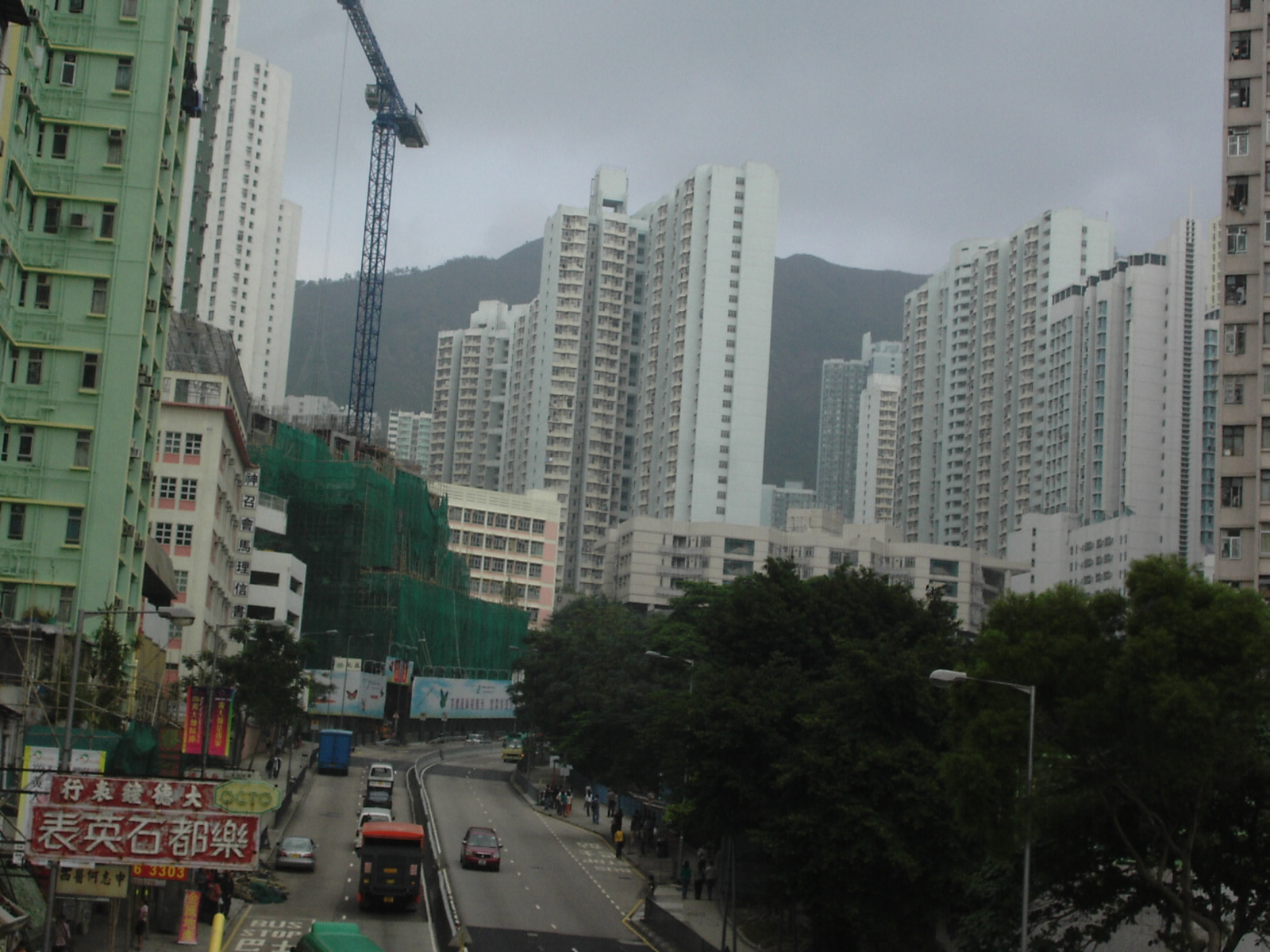
從蒲崗村道望向慈樂邨
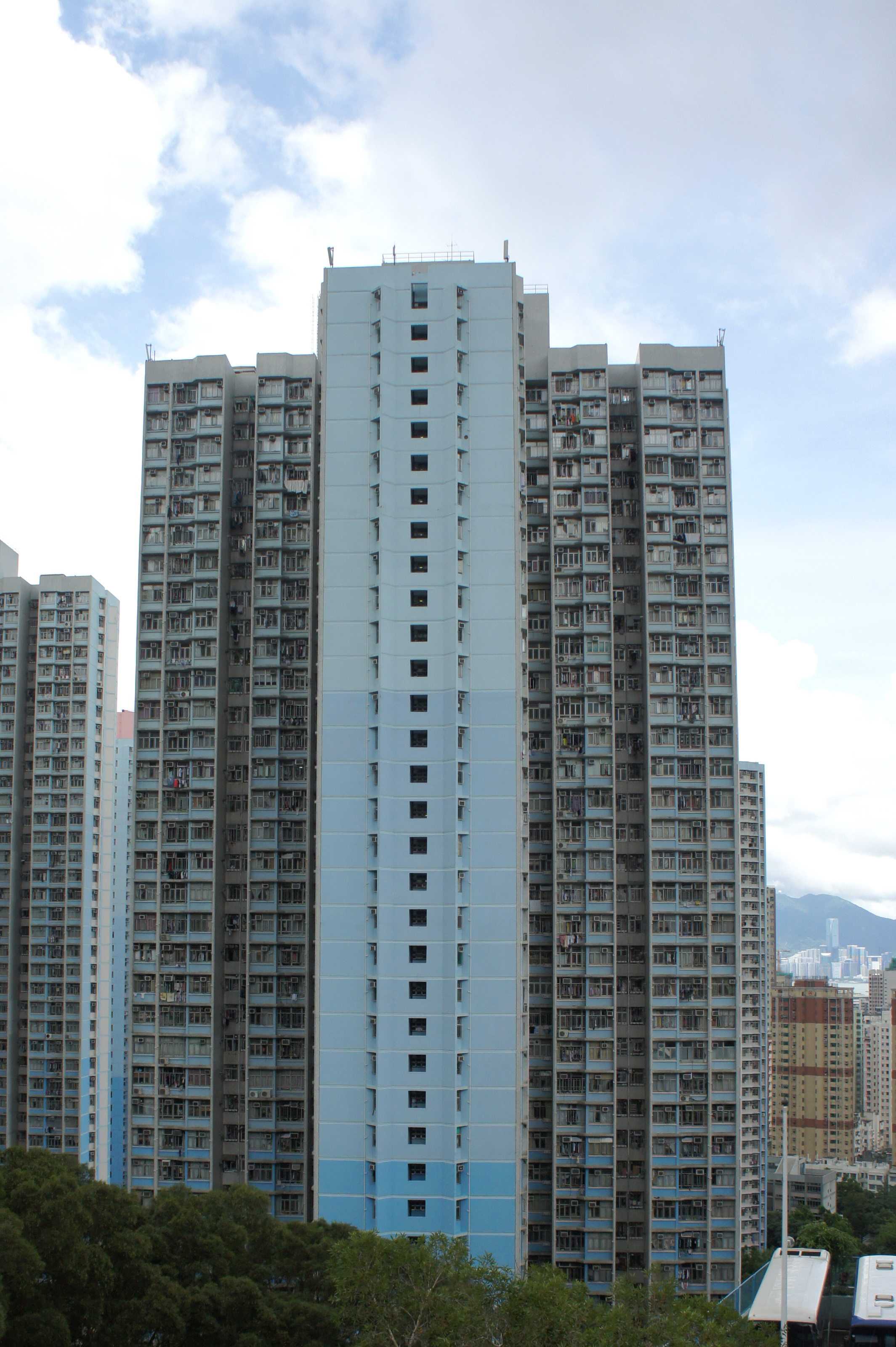
慈樂邨樂天樓的北面外貌

## 屋邨資料

### 現時樓宇
| 樓宇名稱     | 門牌號碼   | 樓宇類型                                          | 落成年份 | 住宅層數 | 每層伙數 | 每座單位總數（伙） | 建築師              | 承建商   | 提供升降機的廠商  | 期數 |
| ------------ | ---------- | ------------------------------------------------- | -------- | -------- | -------- | ------------------ | ------------------- | -------- | ----------------- | ---- |
| 樂祥樓       | 雲華街10號 | 和諧一型第一款 （第一代）                         | 1995年   | 38       | 18       | 681                | 房屋署總建築師（2） | 中國建築 | 通力              | 1    |
| 樂天樓       | 雲華街10號 | 和諧一型第一款 （第一代）                         | 1995年   | 38       | 18       | 681                | 房屋署總建築師（2） | 中國建築 | 通力              | 1    |
| 樂誠樓       | 雲華街10號 | 和諧一型第六款 （第三代）                         | 1997年   | 38       | 20       | 759                | 房屋署總建築師（2） | 鴻運建築 | 英國通用電氣-捷運 | 2    |
| 樂旺樓       | 雲華街10號 | 和諧一型第六款 （第三代）                         | 1997年   | 38       | 20       | 759                | 房屋署總建築師（2） | 鴻運建築 | 英國通用電氣-捷運 | 2    |
| 樂仁樓       | 雲華街10號 | 和諧一型第五款 （第三代）                         | 1997年   | 38       | 20       | 759                | 房屋署總建築師（2） | 鴻運建築 | 英國通用電氣-捷運 | 2    |
| 樂信樓       | 雲華街10號 | 和諧一型第五款 （第三代）                         | 1997年   | 38       | 20       | 759                | 房屋署總建築師（2） | 鴻運建築 | 英國通用電氣-捷運 | 2    |
| 樂安樓       | 雲華街10號 | 和諧三型第二及三款 （第三代，45°版本）            | 1997年   | 26       | 17       | 442                | 房屋署總建築師（2） | 有利建築 | 三菱              | 2    |
| 樂滿樓       | 雲華街10號 | 和諧三型第一款 （第三代）                         | 1999年   | 30       | 17       | 510                | 房屋署總建築師（2） | 保華德祥 | LG                | 3    |
| 樂合樓       | 雲華街10號 | 和諧三型第一款 （第三代）                         | 1999年   | 30       | 17       | 510                | 房屋署總建築師（2） | 保華德祥 | LG                | 3    |
| 服務設施大樓 | 雲華街10號 | 長者住屋二型                                      | 1999年   | 7 （3）  | 65       | 195                | 房屋署總建築師（2） | 保華德祥 | LG                | 3    |
| 樂歡樓       | 雲華街10號 | 小型單位大廈 （新和諧式設計附有梗房的家庭式單位） | 2004年   | 14       | 19       | 266                | 胡周黃建築師事務所  | （待查） | 蒂森克虜伯        | 4    |

### 歷代樓宇
| 樓宇名稱（座號） | 樓宇類型 | 落成年份 | 拆卸年份 | 重建后原地所属的楼宇              | 安置屋邨                         | 原擬屋邨邨別 |
| ---------------- | -------- | -------- | -------- | --------------------------------- | -------------------------------- | ------------ |
| 樂安樓（第4座）  | 第三型   | 1965年   | 1992年   | 多層停車場南座                    | 鳳德邨                           | 慈樂下邨     |
| 樂裕樓（第5座）  | 第三型   | 1964年   | 1992年   | 可立小學                          | 鳳德邨                           | 慈樂下邨     |
| 樂偉樓（第6座）  | 第三型   | 1964年   | 1992年   | 可立小學                          | 鳳德邨                           | 慈樂下邨     |
| 樂業樓（第7座）  | 第三型   | 1964年   | 1992年   | 可立小學                          | 鳳德邨                           | 慈樂下邨     |
| 樂瑞樓（第8座）  | 第三型   | 1964年   | 1992年   | 可立小學                          | 鳳德邨                           | 慈樂下邨     |
| 樂滿樓（第9座）  | 第三型   | 1965年   | 1992年   | （同一屋邨） 樂信樓               | 鳳德邨                           | 慈樂下邨     |
| 樂合樓（第10座） | 第三型   | 1965年   | 1992年   | （同一屋邨） 樂信樓               | 鳳德邨                           | 慈樂下邨     |
| 樂健樓（第11座） | 第三型   | 1965年   | 1992年   | （同一屋邨） 樂信樓               | 鳳德邨                           | 慈樂下邨     |
| 樂誠樓（第12座） | 第三型   | 1965年   | 1992年   | （同一屋邨） 樂信樓               | 鳳德邨                           | 慈樂下邨     |
| 樂信樓（第13座） | 第三型   | 1964年   | 1992年   | （同一屋邨） 樂誠樓 樂旺樓 樂仁樓 | 鳳德邨                           | 慈樂下邨     |
| 樂英樓（第14座） | 第三型   | 1964年   | 1992年   | （同一屋邨） 樂誠樓 樂旺樓 樂仁樓 | 鳳德邨                           | 慈樂下邨     |
| 樂仁樓（第15座） | 第四型   | 1965年   | 1992年   | （同一屋邨） 樂誠樓 樂旺樓 樂仁樓 | 鳳德邨                           | 慈樂下邨     |
| 樂旺樓（第16座） | 第四型   | 1965年   | 1992年   | （同一屋邨） 樂誠樓 樂旺樓 樂仁樓 | 鳳德邨                           | 慈樂下邨     |
| 樂天樓（第17座） | 第三型   | 1965年   | 1991年   | 多層停車場 （同一屋邨） 樂祥樓    | 東頭邨 黃大仙下（一）邨 竹園北邨 | 慈樂上邨     |
| 樂輝樓（第18座） | 第三型   | 1965年   | 1991年   | 多層停車場 （同一屋邨） 樂祥樓    | 東頭邨 黃大仙下（一）邨 竹園北邨 | 慈樂上邨     |
| 樂美樓（第19座） | 第三型   | 1965年   | 1991年   | 多層停車場 （同一屋邨） 樂祥樓    | 東頭邨 黃大仙下（一）邨 竹園北邨 | 慈樂上邨     |
| 樂奐樓（第20座） | 第三型   | 1965年   | 1991年   | （同一屋邨） 樂天樓               | 東頭邨 黃大仙下（一）邨 竹園北邨 | 慈樂上邨     |
| 樂喜樓（第21座） | 第三型   | 1965年   | 1991年   | （同一屋邨） 樂天樓               | 東頭邨 黃大仙下（一）邨 竹園北邨 | 慈樂上邨     |
| 樂悅樓（第22座） | 第三型   | 1964年   | 1991年   | （同一屋邨） 樂天樓               | 東頭邨 黃大仙下（一）邨 竹園北邨 | 慈樂上邨     |
| 樂和樓（第23座） | 第三型   | 1964年   | 1991年   | （同一屋邨） 樂天樓               | 東頭邨 黃大仙下（一）邨 竹園北邨 | 慈樂上邨     |
| 樂平樓（第24座） | 第三型   | 1964年   | 1993年   | 慈愛苑 愛寧閣 愛仁閣 愛聰閣       | 東頭邨 天耀邨 天瑞邨             | 慈樂上邨     |
| 樂民樓（第25座） | 第三型   | 1964年   | 1993年   | 慈愛苑 愛寧閣 愛仁閣 愛聰閣       | 東頭邨 天耀邨 天瑞邨             | 慈樂上邨     |
| 樂康樓（第26座） | 第三型   | 1964年   | 1993年   | 慈愛苑 愛寧閣 愛仁閣 愛聰閣       | 東頭邨 天耀邨 天瑞邨             | 慈樂上邨     |
| 樂祥樓（第27座） | 第三型   | 1964年   | 1993年   | 慈愛苑 愛寧閣 愛仁閣 愛聰閣       | 東頭邨 天耀邨 天瑞邨             | 慈樂上邨     |
| 樂泰樓（第28座） | 第三型   | 1964年   | 1993年   | 慈愛苑 愛寧閣 愛仁閣 愛聰閣       | 東頭邨 天耀邨 天瑞邨             | 慈樂上邨     |
| 樂公樓（第29座） | 第三型   | 1964年   | 1993年   | 慈愛苑 愛寧閣 愛仁閣 愛聰閣       | 東頭邨 天耀邨 天瑞邨             | 慈樂上邨     |
| 樂正樓（第30座） | 第三型   | 1964年   | 1993年   | 慈愛苑 愛勤閣 愛賢閣 愛慧閣       | 東頭邨 天耀邨 天瑞邨             | 慈樂上邨     |
| 樂賢樓（第31座） | 第三型   | 1964年   | 1993年   | 慈愛苑 愛勤閣 愛賢閣 愛慧閣       | 東頭邨 天耀邨 天瑞邨             | 慈樂上邨     |
| 樂明樓（第32座） | 第三型   | 1964年   | 1993年   | 慈愛苑 愛勤閣 愛賢閣 愛慧閣       | 東頭邨 天耀邨 天瑞邨             | 慈樂上邨     |

粗體字樓宇名稱代表該樓宇在拆卸前曾經安裝鋼架支撐

## 教育及福利設施

### 中學
- 聖文德書院

### 小學
- 嗇色園主辦可立小學
- 伊斯蘭鮑伯濤紀念小學（位於樂天樓西北面山坡上，是全港最後一座標準小學校舍）

### 幼稚園
- 嗇色園主辦可立幼稚園（1997年創辦）（位於樂信樓地下B、C翼）
- 保良局謝黃沛涓幼稚園  （1999年創辦）[7]（位於樂安樓地下）

已結束/重置
- 華惠神召會何華閣中英文幼稚園（1995年創辦）（位於樂天樓地下）
- 五邑工商總會鄧樹椿紀念學校（1965年創辦）（與重建前的樂仁樓相連，已於1991年遷往馬鞍山平禧校舍）
- 聖文德學校（1956年創辦，1966年遷入此邨）（與重建前的樂旺樓相連，已於1991年再遷往鳳德邨平禧校舍）

### 長者日間護理中心
- 香港聖公會慈雲山長者日間護理中心  （位於樂合樓地下）

### 安老院
- 博愛醫院陳馮曼玲護理安老院（位於樂誠樓及樂旺樓地下至2樓）

## 著名住客
- 裕美：香港藝人[15]
- 李兆基（已歿）：慈雲山十三太保之一，後來成為演員；曾居於重建前的樂和樓

## 事件
2023年7月23日下午約3時半，慈樂邨一個單位發生火警，火勢至下午4時許救熄。救援人員趕抵后發現4名女傷者，全部人均有燒傷，部分人亦有刀傷，均送往伊利沙伯醫院救治。事件造成3人危殆，一人嚴重。消防認為起火原因有可疑。警方初步調查得知四名傷者是姊妹關係，因賣樓事宜在單位內爭執，並以涉嫌傷人拘捕一名女子。其中58歲大姊七成皮膚燒傷，延至7月24日晚上不治。而本來傷勢較輕、雙手及背部燒傷的53歲二妹傷勢惡化，由嚴重轉為危殆。46歲幼妹經搶救後到7月25日下午5時許不治。

## 外景場地
- 重建前的慈樂邨32座樂明樓3樓（今慈愛苑一、二期），曾成為電影《癲佬正傳》中主角「阿全」斬殺邨民一幕的取景場地。

## 外部連結
- 房委會網頁慈樂邨資料 （页面存档备份，存于）